# Gloria van Aerssen
Gloria Eliza van Aerssen Beijeren van Voshol, más conocida como Gloria van Aerssen (Dos Hermanas, Sevilla, 1 de mayo de 1932 - Cercedilla, Madrid, 22 de octubre de 2015) fue una compositora y cantante española. Junto con Carmen Santonja (1934-2000) formó el dúo musical Vainica Doble, uno de los más influyentes del pop independiente español en los años 1970 y 1980.

## Biografía
Gloria van Aerssen nació en la localidad de Dos Hermanas, provincia de Sevilla, el 1 de mayo de 1932, hija de un diplomático neerlandés. Su hermano Alberto Lorca llegó a ser un destacado bailarín y coreógrafo. Después de pasar su infancia en Ronda, con diez años la familia se trasladó a Madrid. A los catorce pudo matricularse en Bellas Artes y profundizó en diversas disciplinas artísticas.
Mientras estudiaba en la Universidad de Madrid conoció a la también artista Carmen Santonja, a quien convenció para escribir canciones a partir de 1967. Su primer trabajo juntas fue la sintonía de la serie de televisión Fábulas (1968), dirigida por Jaime de Armiñán (cuñado de Carmen), y después se dedicaron a componer para otros artistas. No obstante, no fue hasta 1971 cuando el dúo pasó a llamarse Vainica Doble.
En el dúo Vainica Doble Gloria era la voz principal y ayudaba a Carmen con las composiciones. El grupo destacó tanto por sus canciones y letras como por su estilo, de difícil encaje en el panorama musical de la época, además de por no prodigarse en actuaciones en directo salvo en contadas ocasiones. Después de publicar dos álbumes, Gloria motivó un hiato en 1974 para vivir en Altea por motivos familiares. Sin embargo, ambas se reunieron al año siguiente para grabar la banda sonora de la película Furtivos, de José Luis Borau.
Vainica Doble tuvo su mayor popularidad en los años 1980 con la publicación de Taquicardia y su influencia en artistas de la movida madrileña. Gloria continuó en la escena musical hasta el año 2000, cuando Carmen Santonja falleció antes del lanzamiento del álbum de despedida de la banda.
Más allá de su carrera, Gloria era una persona reservada y apenas concedía entrevistas. Desde 1965 estuvo casada con el pintor Juan Ignacio Cárdenas, y tuvo cuatro hijos y siete nietos.
La cantante falleció el 22 de octubre de 2015 a la edad de 83 años en el hospital de La Fuenfría de la localidad de Cercedilla (Comunidad de Madrid).